# Gustav von Hoffstetter
Gustav von Hoffstetter (* 5. März 1818 in Aschaffenburg; † 8. Februar 1874 in Thun, ab 1850 heimatberechtigt in Eggenwil) war ein Schweizer Offizier.

## Leben
Gustav von Hoffstetter wuchs als Sohn eines Offiziers katholisch auf. Später heiratete er Anna Albertina von Room aus Deutschland.
Im Jahre 1829 trat er in die Kadettenschule von München ein und wurde 1841 Offizier in einem Kontingent von Hohenzollern-Sigmaringen. Sechs Jahre später kämpfte er als Oberleutnant eines Berner Bataillons im Sonderbundskrieg. Als 1849 der Aufstand im Grossherzogtum Baden niedergeschlagen wurde, flüchtete er in die Schweiz, um nicht verhaftet zu werden. Dort schloss er sich dem Freikorps von Giuseppe Garibaldi an und wurde 1849 zum Generalstabschef ernannt. Nach diesem Einsatz wurde von Hoffstetter Oberinstruktor des Kantons St. Gallen. Er wurde zuerst auf kantonaler Ebene (1859) und dann auf nationaler Ebene (1860) zum Oberst befördert. Im Jahre 1865 wurde er zum Oberinstruktor der Infanterie und zum Adjunkt des Eidgenössischen Militärdepartements ernannt.
Von Hoffstetter hatte einen grossen Anteil an den Reformen der sankt-gallischen und eidgenössischen militärischen Ausbildung.

## Werke
- Tagebuch aus Italien 1849. F. Schultheß (Zürich); Schweitlin u. Krais (Stuttgart), 1851 (455 S., Digitalisat der Bayerischen Staatsbibliothek – Schilderung von Hoffstetters Beteiligung an den Italienischen Unabhängigkeitskriegen).